# Antapistis albocostata
Antapistis albocostata là một loài bướm đêm trong họ Noctuidae.